# Ngaremlengui
Ngaremlengui – jeden ze stanów na Palau. Liczy 317 mieszkańców.